# Arta Terme
Arta Terme (friuli nyelven Darte) település Olaszországban, Friuli-Venezia Giulia régióban, Udine megyében. Lakosainak száma 2050 fő (2023. január 1.). Arta Terme Paluzza, Sutrio, Tolmezzo, Treppo Ligosullo, Zuglio, Moggio Udinese és Paularo községekkel határos.

## Népesség
A település népességének változása:
| Lakosok száma | 2356 | 2171 | 2076 | 2050 |
|               | 2004 | 2015 | 2018 | 2023 |